# 똥파리 (영화)
《똥파리》(영어: Breathless)는 2009년에 개봉한 대한민국의 독립 영화이다. 양익준이 감독과 주연을 맡았다. 폭력 등 불안정적인 가정에서 성장한 인물이 가족애를 느끼며 살아가게 되는 내용이다. 어두운 과거를 가진 한 남자의 이야기를 현실적으로 다뤄 매우 우수한 평가를 받았다. 일본에서는 《숨도 쉴 수 없어》(息もできない)라는 제목으로 개봉됐다.

## 캐스팅
- 양익준 - 상훈 역
- 김꽃비 - 한연희 역
- 이환 - 한영재 역
- 윤승훈 - 환규 역
- 김상원 - 채무자 3 역

## 수상
- 2009년 2월 로테르담 국제 영화제 VPRO 타이거상
- 2009년 3월 라스팔마스 국제 영화제 남우주연상(양익준) 여우주연상(김꽃비)
- 2009년 3월 도빌 아시안 영화제 대상, 국제비평가상
- 2009년 3월 프리부르 국제 영화제 The Ex-Change상
- 2009년 3월 피렌체 한국 영화제 관객상
- 2009년 4월 부에노스 아이레스 국제 독립 영화제 - 세계 가톨릭 미디어 협회(SIGINIS)상,관객상
- 2009년 5월 바르셀로나 아시안 영화제 대상
- 2009년 7월 타이페이 국제 영화제 - 특별 언급상
- 2009년 7월 뉴옥 아시안 영화제 - 신인 감독상
- 2009년 7월 카를로비 바리 국제 영화제 NETPAC상
- 2009년 7월 몬트리올 판타지아 영화제 - 최우수 작품상, 남우주연상(양익준)
- 2009년 11월 한국 대종상 - 신인 여우상(김꽃비)
- 2009년 12월 한국 청룡영화상 - 신인남우상(양익준), 신인여우상(김꽃비)
- 2010년 키네마 준보 베스트 10[1]
  - 일본 외 영화 베스트 10 1위
  - 일본 외 영화 감독상(양익준)

## 같이 보기
- 워낭 소리